# Kirke Hyllinge
Kirke Hyllinge er en by på Midtsjælland med 2.411 indbyggere  (2024), beliggende på halvøen Hornsherred. Byen ligger i Kirke Hyllinge Sogn 21 km sydvest for Frederikssund, 25 km nordvest for Roskilde, 16 km øst for Holbæk og 14 km nord for kommunesædet Kirke Hvalsø, som hører til Lejre Kommune i Region Sjælland.
Kirke Hyllinge Kirke lå oprindeligt 1 km sydvest for landsbyen, men er nu sammenvokset med byområdet.

## Faciliteter

### Skole og Institutioner
Kirke Hyllinge Skole har 460 elever, fordelt på 0.-9. klassetrin, og 81 ansatte. Skolen har SFO'en Stjerneskuddet for 0.-3. klasse, klubben Pilen for 4. klasse og klubben Sølvpilen for 5.-8. klasse.
Hyllinge Børnehave er normeret til 66 børn i alderen 3-6 år. Børnehuset Ammershøj har ca. 60 børn mellem ½ og 6 år, fordelt på 4 aldersinddelte grupper.
Ældrecentret Ammershøjparken har 5 huse med hver 10 lejligheder på ca. 40 m².

### Forretningsliv
Kirke Hyllinge har et varieret forretningsliv med bl.a. supermarkeder, pizzeriaer, tandlægeklinikker, lægehus og bibliotek.

### Idrætsforeningen
Kirke Hyllinge Hallen er en kommunal hal i forbindelse med Kirke Hyllinge Skole. Kirke Hyllinge Idrætsforening (KHIF) bruger hallen og gymnastiksalen til badminton, håndbold og gymnastik. Hallen benyttes også til indendørs fodbold og tennis. KHIF blev dannet i 1959 ved sammenlægning af de lokale idrætsforeninger i Kirke Hyllinge, Karleby og Kyndeløse. I 1964 blev der opført klubhus ved idrætspladsen, der i daglig tale kaldes "Station 14" - her er både fitnesstræningscenter "Bøffen" og den lokale fodboldklub Kirke Hyllinge IF Fodbold. træner, og spiler sine hjemmekampe på anlægget. I 1974 blev hallen indviet. I 1984 fik foreningen også rådighed over den gamle jernbanestation på Stationsvej 14. Den havde efter lukningen af Sjællandske Midtbane fungeret som kommunekontor i Hyllinge-Lyndby sognekommune og efter kommunalreformen i 1970 som rådhus i Bramsnæs Kommune indtil 1976. Så blev den ungdomsklub med navnet "Station 14" indtil 1984, hvor KHIF overtog den. Foreningen har også 4 tennisbaner og en skydebane, og med disse faciliteter kan den også tilbyde cykelmotion, løb & powerwalk, triathlon, styrketræning og skydning. Men da man er nødt til at booke plads i udenbys haller, har man et stærkt ønske om at få en hal mere i byen.

## Historie

### Landsbyen
I 1898 beskrives Kirke-Hyllinge således: "Kirke-Hyllinge (gml. Form: Hiwlwinge) med Kirke, der dog ligger omtr. ½ Fjerdingvej fra Byen, Præstegd., Skole, Forskole, Mølle og Andelsmejeri"

### Jernbanen
Kirke Hyllinge fik jernbanestation på Sjællandske midtbane, som på strækningen Hvalsø-Frederikssund var i drift 1928-36. Det var den danske jernbanestrækning, der har haft kortest levetid, så den fik ikke særlig stor betydning for byens udvikling. Det lave målebordsblad, som er tegnet efter nedlæggelsen af banen, viser af nye faciliteter kun telefoncentral, lægebolig og vandværk.
En høj banedæmning på godt 200 m er bevaret mellem Sæbyvej og Elverdamsvej.
Indtil 2007 var Kirke Hyllinge hovedby i det tidligere Bramsnæs Kommune.